# HD 218269
HD 218269，又名CD-5113471，SAO 247739、HR 8793，是一颗恒星，视星等为5.83，位于銀經335.89，銀緯-59.25，其B1900.0坐标为赤經23h 1m 28.1s，赤緯-51° -59.25′ 35″。